# District de Kim Thành
Kim Thành est un district de la  Province de Hải Dương dans la région du delta du Fleuve Rouge au Vietnam.

## Présentation
Sa superficie est de 113 km2, sa capitale est la ville de Phu Thai.
En 2008, sa population était de 125 633 habitants